# Atacul de la Turnul Tobei, Beijing, 2008
Pe 9 august 2008, în Republica Populară Chineză, doi turiști americani și ghidul lor turistic chinez au fost înjunghiați în Turnul Tobei din Beijing. Unul dintre turiști a fost ucis. Ulterior, agresorul s-a sinucis, sărind din turn. Incidentul a avut loc în timpul Jocurilor Olimpice de vară din 2008 de la Beijing. Incidentul a fost descris ca fiind un caz izolat, deoarece atacurile asupra străinilor care vizitează China sunt rare.

## Evenimente și victime

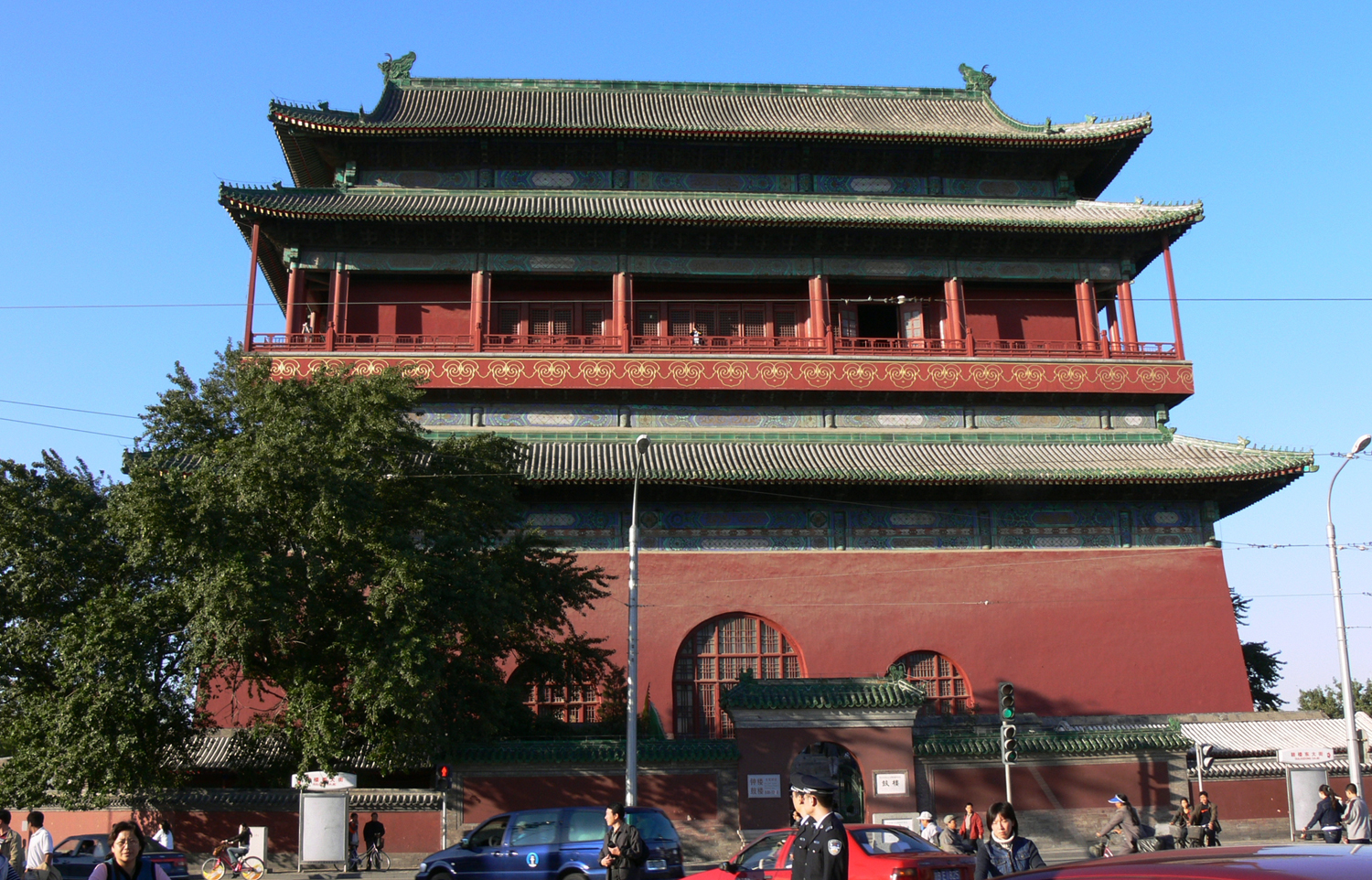
Turnul Tobei din Beijing

Tang Yongming, de 47 de ani, originar din Hangzhou, a vizitat Turnul Tobelor din Beijing, un monument din secolul al XIII-lea, pe 9 august 2008, în timpul Jocurilor Olimpice de Vară. În timpul vizitei, a înjunghiat trei persoane. Victimele au fost Todd Bachman, un horticultor din Lakeville, Minnesota, soția lui, Barbara, și ghida lor de naționalitate chineză. Todd Bachman, care a murit în atac, este tatăl atletei americane Elisabeth Bachman și socrul lui Hugh McCutcheon, antrenor al echipei SUA de volei masculin. Barbara Bachman a fost grav rănită, dar a supraviețuit atacului. De asemenea, spitalul a menționat că ghida chineză se afla în stare stabilă. Una dintre fiicele lui Bachman, Elisabeth Bachman McCutcheon, făcea și ea parte din tur, dar nu a fost rănită. După atac, Yongming a sărit de la balconul Turnului Tobei, de la înălțimea de 40 m. Impactul i-a cauzat decesul. Președintele Comitetului Olimpic american, Peter Ueberroth, și Președintele SUA, George W. Bush, au oferit condoleanțe familiei.

## Atacator
Tang Yongming a petrecut cea mai mare parte a vieții sale la periferia orașului Hangzhou. Acesta lucra la presele de metal într-o fabrică din Hangzhou de peste douăzeci de ani. Potrivit anchetatorilor, nu avea antecedente penale. Anchetatorii au raportat că Tang devenise înnebunit de durere din cauza problemelor de familie. Un coleg care îl cunoștea pe Tang a spus că acesta avea „o gură neînduplecată”, „mormăia foarte mult” și era „foarte cinic”. Un alt fost coleg a spus că Tang „avea un temperament iute și se plângea mereu despre societate". Poliția afirmă că Tang a trecut prin al doilea divorț în 2006 și devenise din ce în ce mai descurajat când fiul lui de 21 de ani a început să aibă probleme cu legea. Fiul a fost arestat în mai 2007 pentru suspiciune de fraudă, iar apoi a primit o sentință de închisoare cu suspendare în martie 2008 pentru furt.